# Шаркмон
Шаркмон (фр. Charquemont) насеље је и општина у источној Француској у региону Франш-Конте, у департману Ду која припада префектури Монбелијар.
По подацима из 2011. године у општини је живело 2491 становника, а густина насељености је износила 116,18 становника/km². Општина се простире на површини од 21,44 km². Налази се на средњој надморској висини од 864 метара (максималној 1.043 m, а минималној 535 m).

## Демографија
| 1962. | 1968. | 1975. | 1982. | 1990. | 1999. | 2011. |
| ----- | ----- | ----- | ----- | ----- | ----- | ----- |
| 2.416 | 2.423 | 2.485 | 2.265 | 2.205 | 2.209 | 2.491 |

График промене броја становника у току последњих година